# Éghezée
Éghezée (en való Inguezêye) és un municipi belga de la província de Namur a la regió valona. Comprèn les localitats d'Éghezée, Aische-en-Refail, Bolinne, Boneffe, Branchon, Dhuy, Hanret, Leuze, Liernu, Longchamps, Mehaigne, Noville-sur-Mehaigne, Saint-Germain, Taviers, Upigny i Warêt-la-Chaussée. El seu territori és travessat pel Mehaigne, afluent del Mosa.